# Dendronephthya coronata
Dendronephthya coronata är en korallart som beskrevs av Wright och Studer 1889. Dendronephthya coronata ingår i släktet Dendronephthya och familjen Nephtheidae. Inga underarter finns listade i Catalogue of Life.